# Месопотамия (информационна агенция)
Информационна агенция „Месопотамия“ (на турски: Mezopotamya ajansı, MA) е кюрдска информационна агенция, основана през 2017 г. със седалище в Истанбул, Турция. Тя е описана като прокюрдска от Платформата за насърчаване на защитата на журналистиката и безопасността на журналистите от Съвета на Европа (COE) и лява от Международната обсерватория за правата на човека. Публикува статии на турски, кюрдски и английски език.

## История
Агенцията е създадена на 20 септември 2017 г. след чистка на много прокюрдски вестници и информационни агенции. Публикуват статии, критични към правителството на Реджеп Таип Ердоган, а достъпът до уебсайта се блокира повече от 20 пъти от турските власти, след което всеки път „Месопотамия“ публикува материалите си в нов домейн. Агенцията често публикува статии от населените предимно с кюрди провинции на Турция. Служителите на агенцията са често обект на нападения от турските власти, офисите им са обискирани, оборудването им е конфискувано, а на журналистите е забранено да влизат в обществени институции. Няколко от репортерите на агенцията са арестувани или осъдени на затвор. През декември 2019 г. журналистите Садие Есер и Садик Топалоглу са арестувани, обвинени в членство в терористична организация и освободени в очакване на процеса няколко месеца по-късно през март 2020 г. На 6 октомври 2020 г. двама журналисти на информационната агенция са арестувани, след като съобщават, че двама селяни са били изхвърлени от турски военен хеликоптер във вилает Ван. През април 2021 г. са освободени. През 2021 г. е арестуван Мехмет Аслан, който отразява положението на кюрдските затворници, и освободен в очакване на процеса през май 2021 г., със забрана да пътува извън страната.